# Vestigial-sideband modulation
Vestigial-sideband modulation of restzijbandmodulatie is een variant van amplitudemodulatie, waarbij een van de beide zijbanden gedeeltelijk wordt onderdrukt om de frequentieband zo efficiënt mogelijk te kunnen benutten, zonder daarbij informatie te verliezen. Deze vorm van modulatie wordt vooral gebruikt bij televisie, waar het gebruik van enkelzijbandmodulatie (single-sideband modulation) moeilijk is omwille van de laagfrequente componenten die aanwezig zijn in een televisiesignaal.
Er bestaan drie soorten:
| naam  | naam                                   | draaggolf             |
| kort  | lang                                   | draaggolf             |
| ----- | -------------------------------------- | --------------------- |
| VSBFC | Vestigial Side Band Full Carrier       | blijft behouden       |
| VSBRC | Vestigial Side Band Reduced Carrier    | verminderd in grootte |
| VSBSC | Vestigial Side Band Suppressed Carrier | onderdrukt            |